# Семен Данилович Жижемський
Семен Данилович Жижемський (?-?) — князь, воєвода на службі у Московського царства. Єдиний син князя Данила Михайловича Жижемського.

## Життєпис
Перейшов на службу з Великого князівства Литовського до московського царя.
- Дозорець, писар Бєлозерський[1].
- Намісник та облоговий воєвода Шацький в 1576–1577 рр.[2]
- Літом 1579 р. був воєводою в Новосілі.
- У 1581 р. посланий бути воєводою в Орлі.